# Brewcaria hohenbergioides
Brewcaria hohenbergioides är en gräsväxtart som först beskrevs av Lyman Bradford Smith, och fick sitt nu gällande namn av Bruce K. Holst. Brewcaria hohenbergioides ingår i släktet Brewcaria och familjen Bromeliaceae. Inga underarter finns listade i Catalogue of Life.